# Daredevil (Fu Manchu)
Daredevil è il secondo album del gruppo stoner rock statunitense Fu Manchu, pubblicato nel 1995 dalla Bong Load Records.

## Tracce
1. Trapeze Freak – 4:18
2. Tilt – 2:59
3. Gathering Speed – 4:22
4. Coyote Duster – 2:51
5. Travel Agent – 4:12
6. Sleestak – 3:42
7. Space Farm – 5:30
8. Lug – 3:29
9. Egor – 3:36
10. Wurkin' – 3:37
11. Push Button Magic – 4:56

## Formazione
- Scott Hill - voce, chitarra
- Eddie Glass - chitarra
- Brad Davis - basso
- Ruben Romano - batteria